# 郊野公園及海岸公園委員會
郊野公園及海岸公園委員會（英語：Country and Marine Parks Board，縮寫：CMPB）是根據香港法例第208章《郊野公園條例》及香港法例第476章《海岸公園條例》成立。
委員會負責就郊野公園及特別地區，以及海岸公園和海岸保護區的政策及計劃，向郊野公園及海岸公園總監提供意見。委員會現任主席是凌嘉勤先生。 

## 歷任主席
- 譚鳳儀教授（2007年9月1日-2013年8月31日）
- 鄧竟成先生（2013年9月1日-2019年8月31日）
- 凌嘉勤先生 (2019年9月1日-)